# ТІНРО-2 (ППА)
Пілотовані підводні апарати (ППА) типу «ТІНРО-2» — це серія з двох апаратів першого покоління: «ТІНРО-2» (дослідний) та «ТІНРО-2 біс» (головний), призначених для проведення підводних наукових досліджень і виконання технічних робіт на глибинах.
| ТІНРО-2                                        | ТІНРО-2 | ТІНРО-2 |
| ---------------------------------------------- | --- | --- |
| ТИНРО-2                                        | | |
|                                                | | |
|                                                | | |
| Верф                                           | Ленінградське адміралтейське об'єднання (ЛАО)                                                                                           | Ленінградське адміралтейське об'єднання (ЛАО)                                                                                           |
| Замовлення                                     | Міністерство рибного господарства СРСР                                                                                                  | Міністерство рибного господарства СРСР                                                                                                  |
| Закладений                                     | 1972 | 1972 |
| Переданий                                      | 23.10.1973 | 23.10.1973 |
| Проєкт                                         | | |
| Класифікація ПЧ                                | Пілотований підводний апарат (ППА) | Пілотований підводний апарат (ППА) |
| Варіанти проєкту                               | 1602 | 1602 |
| Розробник проєкту                              | СПБ "Судопроект", ЦПБ "Волна" | СПБ "Судопроект", ЦПБ "Волна" |
| Головний конструктор                           | І.Б.Михайлов | І.Б.Михайлов |
| Основні характеристики                         | | |
| Швидкість (підводна)                           | 2,5 вузла | 2,5 вузла |
| Робоча глибина занурення                       | 400 м | 400 м |
| Автономність плавання                          | Робоча — 6 год, аварійна —72 год. | Робоча — 6 год, аварійна —72 год. |
| Екіпаж                                         | 2 особи | 2 особи |
| Розміри                                        | | |
| Довжина найбільша (по КВЛ)                     | 7,4 м | 7,4 м |
| Ширина корпусу найб.                           | 2,8 м | 2,8 м |
| Висота                                         | 2,9 м | 2,9 м |
| Водотоннажність надводна                       | 10,5 т | 10,5 т |
| Силова установка                               | | |
| Свинцево —кислотна акумуляторна батарея СП—200 | | |
| Рухова установка                               | Маршовий: електродвигун постійного струму— варіатор—гребний вал; Вертикального переміщення: електродвигуни постійного струму—редуктори. | Маршовий: електродвигун постійного струму— варіатор—гребний вал; Вертикального переміщення: електродвигуни постійного струму—редуктори. |
| Гвинти                                         | Гвинти фіксованого кроку: один маршовий в поворотній насадці і два вертикального переміщення.                                           | Гвинти фіксованого кроку: один маршовий в поворотній насадці і два вертикального переміщення.                                           |
| Озброєння                                      | | |

## Історія.
У інституті «Гіпрорибфлот» Міністерства рибного господарства СРСР було сформовано технічне завдання на пілотований підводний апарат «ТІНРО-2». Подальшу розробку технічного й робочого проєкту, а також будівництво апарата виконувало Міністерство суднобудівної промисловості СРСР. Технічний проєкт був розроблений Спеціальним конструкторським бюро «Судопроєкт» (м. Горький).
Надалі, після реорганізації, з 1 липня 1970 року роботи над проєктом продовжило Центральне проєктне бюро (ЦПБ) «Волна». Головним конструктором пілотованого підводного апарата (ППА) «ТІНРО-2» (проєкт 1602) був І. Б. Михайлов.
Назву апарат отримав на честь Тихоокеанського науково-дослідного інституту морського рибного господарства і океанографії (ТІНРО), розташованого у Владивостоці. Основним районом роботи ППА передбачався Тихий океан, а цифра «2» означала, що екіпаж складається з двох осіб.
Пілотований підводний апарат «ТІНРО-2» призначався для:
- вивчення розподілу і міграції промислових риб, ракоподібних і молюсків;
- спостереження за роботою нерухомих знарядь лову;
- візуальних спостережень для розшифрування показань рибопошукових приладів, встановлених на науково-пошукових суднах;
- вивчення поведінки риб і інших біологічних об’єктів у природних умовах;
- спостереження за скупченнями планктону і бентосу;
- проведення комплексу гідрологічних досліджень;
- дослідження дна материкового шельфу.[5]

### ППА «ТІНРО-2».
Пілотований підводний апарат «ТІНРО-2» було закладено на Ленінградському адміралтейському об’єднанні (ЛАО) у 1972 році. У 1973 році відбувся його перший спуск на воду, а випробування пройшли успішно. Після цього ППА було перевезено залізницею з Ленінграда до Севастополя.
Першим судном-носієм апарата стало науково-пошукове судно (НПС) «Іхтіандр», збудоване на Херсонському суднобудівному заводі. Після випробувань і приймання Державною комісією в червні 1973 року судно прибуло до Севастополя. Завантаження апарата на борт відбулося в серпні того ж року.
Перше занурення ППА в морі було здійснено в районі Ялти—Алушти на глибину 30 метрів, тривалість перебування під водою склала одну годину.
Подальші випробування проводилися у формі семигодинних технічних занурень. Фінальне занурення, яке пройшло успішно, було здійснене на глибину 400 метрів.
Випробування були завершені, і 23 жовтня 1973 року Державна комісія прийняла новий апарат. Конструкторський супровід його будівництва здійснювало Центральне проєктне бюро (ЦПБ) «Волна».
У січні 1974 року науково-пошукове судно (НПС) «Іхтіандр» разом із пілотованим підводним апаратом «ТІНРО-2» було передано на баланс Управління науково-дослідного флоту (м. Керч).
У травні—червні 1974 року в Чорному морі відбулася серія технічних занурень ППА, а 30 червня було здійснене ще одне занурення на глибину 400 метрів. Загалом під час чорноморського рейсу було проведено 29 занурень.
Перший у СРСР шестимісячний рейс науково-пошукового судна (НПС) «Іхтіандр» із підводним апаратом «ТІНРО-2» на борту відбувся до Атлантичного океану в період з 23 жовтня 1974 року по 11 квітня 1975 року. Занурення проводилися біля узбережжя Африки та Америки, зокрема, в районі Бермудського трикутника.
У серпні 1975 року ППА «ТІНРО-2» було представлено на Міжнародній виставці «Інрибпром-75», що проходила в Ленінграді.
Міністерство рибного господарства СРСР у 1975 році створило Севастопольську філію Спеціального експериментально—конструкторського бюро промислового рибальства, яку наказом Міністра рибного господарства СРСР № 47 у 1977 році реорганізували в Севастопольське експериментально—конструкторське бюро з підводних досліджень (СЕКБП). Пілотований підводний апарат «ТІНРО-2» разом із судном—носієм НПС «Іхтіандр» було передано новоствореній організації.
У СЕКБП суднами-носіями ППА «ТІНРО-2» стали однотипні рибопошукові судна (РПС ) «Гідронавт» і «Гідробіолог» (проєкт 1539).
Експедиції з апаратом «ТІНРО-2» проводилися в різних районах Індійського, Атлантичного та Тихого океанів.
У період експлуатації з 1978 по 1988 рік апарат здійснив 739 занурень загальною тривалістю 2462 години.
У вересні 1993 року РПС «Гідронавт» із пілотованим підводним апаратом «ТІНРО-2» на борту брав участь у підйомі збитого південнокорейського літака «Боїнг-747».
У 1996 році ППА «ТІНРО-2» разом із судном-носієм РПС «Гідробіолог» було продано на металобрухт у В’єтнамі.

### ППА «ТІНРО-2 біс».
| ТІНРО-2 біс                                   | ТІНРО-2 біс | ТІНРО-2 біс |
| --------------------------------------------- | --- | --- |
| ТИНРО-2 бис                                   | | |
|                                               | | |
|                                               | | |
| Верф                                          | Ленінградське адміралтейське об'єднання (ЛАО)                                                                                           | Ленінградське адміралтейське об'єднання (ЛАО)                                                                                           |
| Замовлення                                    | Міністерство рибного господарства СРСР                                                                                                  | Міністерство рибного господарства СРСР                                                                                                  |
| Закладений                                    | 1974 | 1974 |
| Переданий                                     | 19.06.1975 | 19.06.1975 |
| Перейменований                                | TINRO-2 в 2000 році | TINRO-2 в 2000 році |
| Проєкт                                        | | |
| Класифікація ПЧ                               | Пілотований підводний апарат (ППА) | Пілотований підводний апарат (ППА) |
| Варіанти проєкту                              | 1602 | 1602 |
| Розробник проєкту                             | ЦПБ "Волна", СПМБМ "Малахіт" | ЦПБ "Волна", СПМБМ "Малахіт" |
| Головний конструктор                          | І.Б.Михайлов | І.Б.Михайлов |
| Основні характеристики                        | | |
| Швидкість (підводна)                          | 2,5 вузла | 2,5 вузла |
| Робоча глибина занурення                      | 400 м | 400 м |
| Автономність плавання                         | Робоча — 6 год, аварійна — 72 год. | Робоча — 6 год, аварійна — 72 год. |
| Екіпаж                                        | 2 особи | 2 особи |
| Розміри                                       | | |
| Довжина найбільша (по КВЛ)                    | 7,4 м | 7,4 м |
| Ширина корпусу найб.                          | 2,8 м | 2,8 м |
| Висота                                        | 2,9 м | 2,9 м |
| Водотоннажність надводна                      | 10,5 т | 10,5 т |
| Силова установка                              | | |
| Свинцево—кислотна акумуляторна батарея СП—200 | | |
| Рухова установка                              | Маршовий: електродвигун постійного струму— варіатор—гребний вал; Вертикального переміщення: електродвигуни постійного струму—редуктори. | Маршовий: електродвигун постійного струму— варіатор—гребний вал; Вертикального переміщення: електродвигуни постійного струму—редуктори. |
| Гвинти                                        | Гвинти фіксованого кроку — один маршовий в поворотній насадці і два вертикального переміщення.                                          | Гвинти фіксованого кроку — один маршовий в поворотній насадці і два вертикального переміщення.                                          |
| Озброєння                                     | | |

23 лютого 1974 року Центральне проєктне бюро (ЦПБ) «Волна» було реорганізовано в Союзне проєктно-монтажне бюро машинобудування (СПМБМ) «Малахіт», яке здійснювало конструкторський супровід будівництва пілотованого підводного апарата «ТІНРО-2 біс».
Апарат було закладено на Ленінградському адміралтейському об’єднанні (ЛАО) у 1974 році, а 19 червня 1975 року — прийнято Державною комісією.
Першим судном-носієм ППА «ТІНРО-2 біс» також стало науково-пошукове судно (НПС) «Іхтіандр».
Перший шестимісячний рейс комплексу НПС «Іхтіандр» — ППА «ТІНРО-2 біс» до Атлантичного океану відбувся в період з 6 листопада 1975 року по 30 квітня 1976 року.  Упродовж цього рейсу було здійснено 90 занурень загальною тривалістю 272 години.
У 1977 році, після створення Севастопольського експериментально-конструкторського бюро з підводних досліджень (СЕКБП) ППА «ТІНРО-2 біс» було передано новоствореній організації.
У СЕКБП суднами-носіями «ТІНРО-2 біс» стали однотипні рибопошукові судна (РПС) "Гідронавт" та "Гідробіолог" (проєкт 1539).
Експедиції з апаратом «ТІНРО-2 біс» проводилися в різних районах Індійського, Атлантичного та Тихого океанів.
За час експлуатації з 1976 по 1988 рік апарат здійснив 628 занурень загальною тривалістю 1991 годину.
У травні 1991 року, після ремонту в Севастополі, апарат було перевезено до Владивостока, де його завантажили на РПС «Гідронавт».
Надалі проводилися експедиції в Охотське та Японське моря за програмою ТІНРО.
Навесні 1993 року комплекс було перебазовано до порту Вунг Тау (В’єтнам).
У травні 1994 року ППА «ТІНРО-2 біс» разом із РПС «Гідронавт» було передано в лізинг з подальшим продажем в’єтнамській фірмі.
У 1995–1996 роках з борту РПС «Гідронавт» проводили пошуки червоних коралів у Південно-Китайському морі в економічній зоні В’єтнаму.
У березні 1996 року ППА «ТІНРО-2 біс» зняли з РПС «Гідронавт», який було продано на металобрухт, та встановили на території центру з вивчення марикультури у в’єтнамському порту Вунг Тау.
У 1998 році апарат викупила японська компанія, яка провела капітальний ремонт і в 2000 році перейменувала його на «TINRO-2». Компанія переобладнала суховантажне судно на судно-носій ППА, і протягом 2008–2012 років апарат працював із борту цього судна на глибинах до 300 м у Південно-Китайському морі, здійснивши понад 100 занурень.

## Конструкція.

### Корпус.
Міцний корпус ППА має веретеноподібну форму: носова частина — сферична, до якої приєднана циліндрична секція діаметром 1,5 м, що переходить у конусоподібну від середини до кормової частини.
У носовій напівсфері вмонтовано шість ілюмінаторів: три нижні дозволяють підводному спостерігачу оглядати простір у лежачому положенні, а три верхні — у сидячому.
З основного переднього ілюмінатора можна дивитися вперед і вниз, що дає змогу своєчасно помітити можливі підводні перешкоди та одночасно добре розглядати ґрунт і його мешканців.
Для забезпечення огляду в комінгсі вхідного люку встановлено ще три ілюмінатори: один спрямований уперед, а два — по бортах.  У надводному положенні вони перебувають над водою, що полегшує командиру апарата виконання спільних маневрів із судном-носієм.
Щоб робочі місця підводного дослідника і командира апарата були максимально просторими, все обладнання та механізми, які не потрібні для безпосереднього керування апаратом, розмістили в кормовій частині корпусу.
Цю частину відокремлено звукоізолюючою перебіркою, щоб шум від роботи обладнання не заважав екіпажу. Перебірка поділяє апарат на два відсіки: носовий — населений і кормовий — ненаселений.
У носовому відсіку зосереджені всі органи керування рухом апарата та прилади контролю. За нормальних умов автономного плавання ППА гідронавтам немає потреби заходити до кормового відсіку.
Герметичність міцного корпусу перед зануренням перевіряють подачею стисненого повітря та контролем незмінності тиску протягом 5–10 хвилин.

### Системи і обладнання ППА.

#### Навігаційне обладнання і зв'язок.
На ППА типу «ТІНРО-2» встановлено систему автоматичного управління курсом (автостерновий), яка працює від гірокомпаса. Системи управління режимами руху дубльовані. Якщо з будь-якої причини автостерновий відмовляє і апарат виходить із заданого курсу, командир може перейти на ручне дистанційне керування за допомогою єдиної рукоятки. У разі неефективності цього способу передбачено аварійний режим, у якому параметри руху апарата змінюються за допомогою тумблерів, а виконавчі механізми працюють у режимі «увімкнено — вимкнено». У найкритичнішому випадку передбачено ручне механічне управління всіма виконавчими механізмами.
До складу навігаційної системи, окрім гірокомпаса та автостернового, входить автоматичний курсопрокладач, який, отримуючи дані про швидкість від електромагнітного лага, безперервно відображає на планшеті шлях, пройдений апаратом.
Під час руху поблизу ґрунту, коли командиру важко контролювати ситуацію, управління передається підводному спостерігачеві. Для цього призначений виносний малогабаритний пульт із основними тумблерами керування рухом апарата. Один з них регулює глибину занурення, інший — швидкість і напрямок руху (вперед або назад).
Система дозволяє командиру з головного пульта в будь-який момент, наприклад, у разі виникнення складної ситуації, негайно повернути управління собі.
На верхній частині легкого корпусу апарата встановлений якірний вогонь.
Радіостанція призначена для зв’язку з судном-носієм у надводному положенні, а радіобуй — для пеленгації ППА також у надводному положенні.
Гідроакустичне обладнання апарата включає станцію звукопідводного зв’язку, ехолоти, гідролокатори та гідроакустичний маяк, налаштований на частоту, відповідну частоті суднового гідролокатора. Це дозволяє судну визначати місце знаходження ППА.  Маяк із невеликими паузами випромінює акустичні імпульси.

#### Система занурення—спливання.
Ефективний рух апарата біля дна з мінімальними витратами електроенергії можливий лише за умови його точного вирівнювання, тобто коли апарат перебуває у стані невагомості у воді. Плавучість апарата постійно змінюється через стискання міцного корпусу під впливом глибини занурення, а також через зміни щільності, солоності та температури забортної води. Для підтримання нульової плавучості застосовують спеціальні вирівнювальні цистерни.
Зі збільшенням глибини, внаслідок стискання корпусу, апарат стає важчим, тому для збереження нульової плавучості необхідно відкачати з цистерн частину води за борт. Однак одночасно підвищення щільності та зниження температури забортної води зменшує вагу апарата. Іноді ці дві протилежні сили майже компенсують одна одну, і тоді потреба в корекції плавучості відпадає.
Система занурення–спливання ППА складається з:
- Двох цистерн головного баласту (ЦГБ), виготовлених зі склопластику, які розташовані по бортам і мають шпигатний тип.[30]   Клапани вентиляції цистерн знаходяться всередині апарата. Під час занурення капітан відкриває клапани вентиляції, і вода самопливом через шпигати заповнює ЦГБ.[24]  При спливанні ЦГБ продуваються повітрям високого тиску,[24] яке зберігається в балонах під легким корпусом.
- Двох диферентно-вирівнювальних цистерн, розміщених у носовій і кормовій частинах апарата, призначених для досягнення нульової плавучості.  Для приймання та відкачування забортної води використовується спеціальний поршневий насос, розташований всередині міцного корпусу, з приводом від електродвигуна. За допомогою цього насоса можна також перекачувати воду між носовою та кормовою диферентними цистернами для вирівнювання або створення диференту.[27]

Для вертикального переміщення (занурення та спливання) встановлено два окремі рушійні комплекси, кожен із яких складається з електродвигуна, редуктора, дейдвудного сальника та гвинта фіксованого кроку.

#### Рушійно—рульовий комплекс.
Рушійний комплекс апарата складається з маршового гребного гвинта фіксованого кроку, електродвигуна, варіатора, насоса та загальної рами. Вихідний вал варіатора є гребним валом, який проходить через дейдвудний сальник.
Для керування курсом апарата використовується поворотна насадка з гідравлічним приводом, що змінює напрямок тяги гребного гвинта.

#### Якірно—буксирний пристрій.
Для забезпечення руху апарата на постійній відстані від ґрунту та можливості зупинятися над певним місцем передбачений якір-ґайдроп — важка металева куля, яка опускається з апарата на тонкому якірному канаті за допомогою спеціальної лебідки, розміщеної під легким корпусом.
Лебідка оснащена автоматичним пристроєм, який вимикає електродвигун при провисанні тросу.  Якір-ґайдроп утримує апарат над ґрунтом і при русі з опущеним якір-ґайдропом апарат ніби повторює всі нерівності дна — підвищення та западини.
Якщо якір зачепиться за перешкоду і його неможливо буде втягнути назад, трос можна перерізати спеціальним пневматичним різаком.
На «ТІНРО-2» якір-ґайдроп розміщений у кормовій частині апарата, щоб мул, який він підіймає під час руху, не заважав проведенню спостережень через ілюмінатори.
Буксирний пристрій призначений для буксирування ППА. Буксирний кінець подається на судно-носій за допомогою лінемета, встановленого поза міцним корпусом апарата.
Максимальна швидкість буксирування становить 3,5 вузла.

#### Система стисненого повітря.
Система складається з балонів повітря високого тиску — 200 атм.
Балони наповнюються стисненим повітрям від компресора під час перебування апарата в ангарі судна-носія.

#### Система гідравліки.
Система гідравліки розміщена всередині міцного корпусу апарата та забезпечує роботу поворотної насадки.

#### Система контролю повітря та його регенерації.
Під час будівництва апарата, перед його спуском на воду, було проведено тестування атмосфери всередині міцного корпусу під час тривалого перебування двох осіб.  Кожні 30 хвилин контролювали газовий склад повітря, температуру та вологість.
За результатами визначили оптимальний режим роботи системи регенерації. Вміст вуглекислого газу та кисню в атмосфері апарата відповідав нормативним показникам.
Відповідно до цих випробувань встановлено, що аварійна автономність апарата відповідає проєктним вимогам.
Під час океанської експедиції пілотованого підводного апарата фахівці Науково-дослідного інституту гігієни водного транспорту провели дослідження впливу умов перебування в апараті на гідронавтів.
При перебуванні двох осіб в апараті з увімкненою системою регенерації кожні 30 хвилин здійснювали заміри складу атмосфери, температури та вологості. Загальна тривалість дослідження становила 5 годин.
Для запобігання перегріву екіпажа застосовувався обдув вентиляторами. Показники газового складу повітря, температури та вологості протягом усього дослідження відповідали нормативним вимогам.

#### Енергетична система ППА
Електричні мережі апарата живляться від акумуляторних батарей (АБ), розміщених під міцним корпусом. Акумулятори встановлені у спеціальних контейнерах розвантаженої від тиску конструкції.
Використовуються свинцево-кислотні акумулятори СП-200 з номінальною напругою 2 В і ємністю 200 А·год.  Контейнери з акумуляторами заповнюються діелектричною рідиною для ізоляції та безпеки. Спочатку застосовувалась спеціальна діелектрична рідина, яку згодом замінили на дизельне пальне з аналогічними властивостями.
Основна енергетична мережа апарата дозволяє додатково підключати споживачі напругою 110 В і потужністю до 1 кВт.

#### Науково—дослідне обладнання.
- Ілюмінатори для забортного спостереження: 6 одиниць діаметром 140 мм, 3 одиниці діаметром 60 мм;[40]
- Світильники: 5 одиниць.[40]  Два світильники з широким променем розміщені у верхній частині легкого корпусу, що виступає вперед, і освітлюють простір перед ілюмінаторами.  Третій — вузькосмуговий світильник далекого світла, спрямований вперед із невеликим нахилом вниз для візуального визначення перешкод перед апаратом.  Четвертий і п’ятий світильники розміщені по бортам у носовій частині апарата і освітлюють простір, який спостерігають через бортові ілюмінатори.  Бортові світильники мають можливість повороту для освітлення передньої зони спостереження;[41]
- Комплекс фотографування:  У нижній носовій частині легкого корпусу встановлені 2 імпульсні лампи-спалахи "Бірюза".[42] Вмикаються з одного пульта і мають синхроконтакт для фотографування.  Для фотографування через ілюмінатори використовуються широкоформатний фотоапарат "Салют" та кінокамера "Конвас—автомат";[41]
- Гідроакустичний прилад "Біозвук": за допомогою гідрофонів, розташованих за бортом апарата, прилад записує звуки риб та інших морських мешканців.  Складається з широкосмугового магнітофона та акустичного аналізатора для подальшої обробки записів;[26]
- Батометр «Модуль»[42]: забір води здійснюється в літровий циліндр повільно — протягом 2 хвилин, що запобігає гідравлічному удару та дозволяє зберегти структуру біологічних форм. Прилад дає змогу відібрати 4 проби води по 1 літру на будь-якій глибині.  Батометр розміщений над міцним корпусом у середній частині апарата, а пульт керування знаходиться біля підводного спостерігача.  Після спливання та підйому апарата на борт судна-носія відібрані проби підлягають лабораторному аналізу;[43]
- Гідрологічний комплекс: комплекс призначений для реєстрації восьми параметрів морської води.[5]  Давачі змонтовані в спеціальній капсулі. Усередині апарата, перед підводним дослідником, розташований блок індикації, що відображає інформацію про хімічний склад і фізичні властивості навколишнього середовища.  Отримані дані записуються на магнітофон із часовими позначками.  Після спливання апарата записи розшифровуються за допомогою спеціального магнітофона на борту судна-носія;[44]
- Маніпулятор: має шість ступенів свободи та дозволяє здійснювати відбір зразків масою до 20 кг;[40]
- Висувна касета для зібраних зразків: призначена для зберігання відібраних об'єктів. Максимальна допустима маса зразків — до 200 кг.[40]

### Аварійне обладнання.
Аварійне обладнання у разі неможливості спливання ППА
Для забезпечення спливання апарата передбачено кілька резервних (дубльованих) способів, які можуть бути задіяні в разі відмови основної системи спливання.
- Зазвичай ППА «ТІНРО-2» спливає за допомогою вертикальних гвинтів.  У разі їхньої несправності спливання може бути забезпечене шляхом відкачування води з диферентно—вирівнювальних цистерн за допомогою спеціального насоса.[45]
- Якщо ж запас електроенергії повністю вичерпано, що унеможливлює увімкнення вертикальних гвинтів і запуск насоса для відкачування води, передбачена можливість аварійного продування головних баластних цистерн (ЦГБ) стисненим повітрям високого тиску. Запас повітря на борту розраховано таким чином, щоб забезпечити створення значної позитивної плавучості навіть на робочій глибині занурення.  У процесі спливання, зі зменшенням зовнішнього тиску, об’єм повітря в баластних цистернах збільшується, витісняючи воду, що, у свою чергу, спричиняє зростання швидкості підйому апарата.[45]
- У крайньому випадку спливання апарата може бути забезпечене шляхом віддання якоря—гайдропа або активації пневматичного механізму аварійного скидання одного з контейнерів з акумуляторною батареєю.  Для виконання цих операцій використовується окремий запас стисненого повітря, що зберігається в спеціальних балонах і не бере участі у продуванні головних баластних цистерн (ЦГБ).[25]

#### Протипожежне обладнання.
На апараті «ТІНРО-2» встановлена повітряно-пінна протипожежна система. Піна утворюється внаслідок подачі стисненого повітря до піноутворювача, є нетоксичною та має діелектричні властивості, що дозволяє ефективно гасити загоряння електрообладнання, навіть якщо воно перебуває під напругою.
Для індивідуального захисту членів екіпажу в умовах задимлення або виділення токсичних газів біля кожного робочого місця розміщено акваланг АВМ-5. Запас стисненого повітря в кожному аквалангу забезпечує дихання під атмосферним тиском протягом 1 години, чого достатньо для виконання протипожежних заходів і безпечного спливання апарата на поверхню.
Обладнання для випадку покидання ППА в надводному положенні
У разі необхідності покидання апарата в надводному положенні передбачено використання рятувальних жилетів згідно з Конвенцією SOLAS. Кожне місце екіпажу обладнане індивідуальним жилетом, який забезпечує підтримання людини на поверхні води та підвищує безпеку до моменту евакуації на судно—носій або прибуття допомоги.

## Екіпаж.
Екіпаж пілотованого підводного апарата «ТІНРО-2»  складається з двох гідронавтів: капітана та підводного дослідника.
- Капітан апарата відповідає за технічне забезпечення занурення, контролює параметри роботи всіх систем і механізмів, виконує операції з відходу від судна-носія, занурення, виходу до району робіт і повернення на судно.
- Підводний дослідник реалізує наукову програму: проводить спостереження, фотографування, фільмування, керує апаратом під час руху біля ґрунту та фіксує свої спостереження на магнітофон.

Місце капітана розташоване в середній частині апарата, безпосередньо під вхідним люком.
У 1973 році, коли ще не існувало системної підготовки гідронавтів, для майбутніх екіпажів було розроблено спеціальну навчальну програму. Після її проходження передбачалося складання іспитів, за результатами яких успішні кандидати отримували документ, що давав право на самостійне керування пілотованим підводним апаратом.
Іспити проводила спеціальна комісія, яку очолював керівник відділу техніки підводних досліджень. До складу комісії входили також головний конструктор апарата та провідні фахівці, залучені до проєктування і будівництва підводних апаратів.
Першими гідронавтами, які успішно склали іспит та отримали право на самостійне керування пілотованим підводним апаратом, стали М. Гірс, Б. Іштуганов і В. Дєрябін.
У 1977 році, з утворенням СЕКБП, у його структурі було створено Відділ підготовки гідронавтів (ВПГ), де розпочалась системна підготовка гідронавтів для роботи на пілотованих підводних апаратах (ППА) та підводних лабораторіях (ПЛБ).. Кістяк ВПГ склали к.в.-м.н. Г. Трубчанін, В. Ніков і А. Земсков.
Кандидатами в гідронавти могли бути чоловіки до 35 років із вищою технічною або середньою спеціальною освітою, які мали не менше двох років професійного стажу та щонайменше один рік досвіду плавання на морських суднах. За станом здоров’я вони повинні були відповідати вимогам для водолазів і проходили обов’язкову медичну комісію.
Підготовка гідронавтів здійснювалася за затвердженою міністерством програмою і включала чотири етапи:
1. Теоретичний курс — вивчення навчальних дисциплін протягом усього періоду навчання;
2. Практична підготовка — відпрацювання навичок управління підводним апаратом біля пірса та в морських умовах;
3. Здача іспитів та заліків — після завершення теоретичної і практичної підготовки;
4. Стажування — проходження практики на ППА або підводній лабораторії (ПЛБ) для тих, хто успішно склав іспити.

Багаторічний досвід показав, що підготовка висококваліфікованого капітана (гідронавта першого класу) потребує від 3 до 5 років.
Капітанами—наставниками ППА "ТІНРО-2" і "ТІНРО-2 біс" працювали гідронавти 1 класу: к.т.н. М.Гірс (один з проєктантів ППА та перший капітан—наставник), В.Дєрябін, Б.Іштуганов, Л.Пілунський. Капітанами були гідронавти 1 класу М.Суров, Ю.Сидоренко, М.Болгов,  І.Суворов, Є.Ходак, Б.Душко, В.Лобун, Г.Люлька.
Підводними спостерігачами на ППА працювали гідронавти-дослідники: д.б.н. Г. Зуєв, к.б.н. М.Аронов, к.б.н. Б.Вискребєнцев, Валерій Петров,  к.г.н. В.Федоров, Г.Соляник, Н.Савченко, к.б.н. С.Моісеєв, Б.Колодницький,  к.б.н. І.Бондарєв, А.Левін, В.Бондарєв, В.Попов, Д.Гуцал, А.Помозов, В.Сумерін, А.Карамишев, М.Колесников.

## Твори чи публікації
- Документальний фільм "Гидронавты"/Реж. С.Хейфец,  ЦСДФ, 1990 р,— https://www.youtube.com/watch?v=zc0BqF7ADuY
- Документальний фільм "Подводные аппараты Базы "Гидронавт"/реж. С.Хейфец, к/ст. "Москва", 1991 р —. https://www.youtube.com/watch?v=RP5_ITtvUmY
- Журнал "Геологія і корисні копалини Світового океану", 2006 р., випуск №2, стор. 122—132  https://cyberleninka.ru/article/n/pidvodniy-naukovo-doslidniy-flot-ukrayini/viewer